# Talmuseum Engelberg

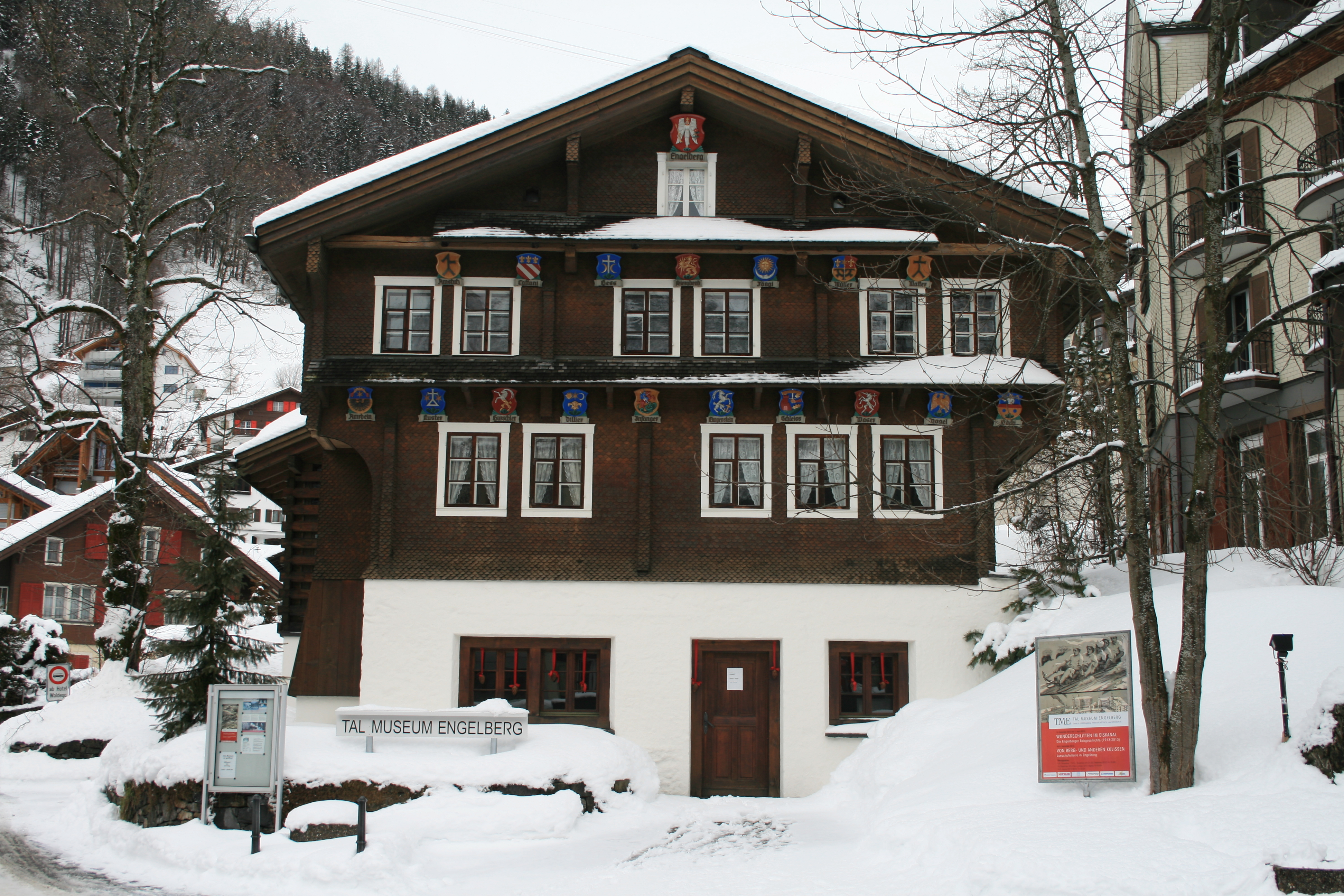
Das Wappenhaus beherbergt das Talmuseum.

Das Talmuseum Engelberg (Eigenschreibweise: Tal Museum Engelberg) ist ein Heimatmuseum in dem denkmalgeschützten Wappenhaus in Engelberg im Kanton Obwalden in der Schweiz. 

## Geschichte
Das Museum besteht seit 1988. Die Sammlung wurde von Maria Amstutz (1915–1980) begründet, der letzten Bewohnerin und Besitzerin des Wappenhauses. Träger des Museums ist die Stiftung Josef Amstutz-Langenstein unter dem Patronat der Einwohner- und der Bürgergemeinde Engelberg. Das Wappenhaus ist ein 1786/87 erbautes Bauernhaus in der Dorfstrasse von Engelberg und steht als Kulturgut von regionaler Bedeutung unter Denkmalschutz.

## Ausstellung
Das Museum zeigt eine historische Sammlung aus der Region und zur Herrschaft der Abtei Engelberg sowie Staats- und Rechtsaltertümer der Herrschaftsgeschichte. Dazu gehört eine Sammlung zur Wohnkultur, Objekte der Volksfrömmigkeit, Sammlung zur Tourismus- und Sportgeschichte und Sammlung zu den Alpen und ein Relief der Region Engelberg im Massstab 1:10'000. Der Sammlungsschwerpunkt des Museums liegt bei den Bildmedien wie Fotografien, Filmen, Ansichtskarten, Plakaten und Leidhelgeli.
In dem Wappenhaus sind auch historische Wohnräume in dem Zustand des ausgehenden 18. Jahrhunderts zu besichtigen. Dazu gehören beispielsweise Herrgottswinkel und Andachtsbilder als typische Elemente der lokalen, katholischen Kultur.
Neben der Dauerausstellung werden Wechselausstellungen zur Kulturgeschichte der Region, zeitgenössischer Kunst und Fotografie des 19. und 20. Jahrhunderts gezeigt.

## Fussnoten
1. ↑  Leidhelgeli sind Sterbebildchen, siehe Die Engelberger Leidhelgeli, auf dem Webangebot des Talmuseums, abgerufen am 7. August 2024.

Koordinaten: 46° 49′ 17,1″ N, 8° 24′ 27,2″ O; CH1903: 673936 / 186042